# Victor Séjour
Victor Séjour, nome completo Juan Victor Séjour Marcou et Ferrand (New Orleans, 2 giugno 1817 – Parigi, 20 settembre 1874), è stato uno scrittore e drammaturgo statunitense naturalizzato francese, di lingua francese.
Dopo l'espatrio lavorò in Francia. Anche se è pressoché sconosciuto agli scrittori afroamericani più recenti, il suo racconto Le Mulâtre ("Il mulatto") è la prima opera di narrativa che si conosca di un autore afroamericano.

## Biografia
Séjour nasce a New Orleans da padre haitiano libero e madre di razza mista, libera anche lei. I suoi genitori erano ricchi e lui viene educato in una scuola privata. All'età di diciannove anni si trasferisce a Parigi per continuare gli studi e trovare un lavoro. Lì incontra i membri dell'élite letteraria parigina, tra cui Cyrille Bissette, editore del giornale La Revue des Colonies, di proprietà di persone di colore. Bisette pubblicò Le Mulâtre, la prima opera di Séjour, nel 1837. È la storia di uno schiavo leale che esige vendetta dal suo crudele padrone per la morte della moglie. In nessun'altra delle successive opere di Séjour si trova una uguale accusa riguardo alla schiavitù nel Nuovo Mondo. Scritto in francese, Le Mulâtre ebbe poco effetto sulla letteratura americana e non venne tradotto in inglese se non verso la fine del ventesimo secolo. La condanna della schiavitù in esso contenuta, comunque, anticipa il lavoro dei più recenti scrittori afroamericani quali Frederick Douglass e William Wells Brown.
In seguito, Séjour compose un'ode per Napoleone nel 1841 e il dramma in versi Le juif de Séville nel 1844. Quest'ultima opera consolidò la sua reputazione come commediografo ed egli continuò quindi a scrivere per il teatro, componendo Richard III nel 1852, un dramma ispirato a quello di Shakespeare su Riccardo III che divenne il suo lavoro più apprezzato. Verso la fine della sua vita, tuttavia, i suoi scritti iniziarono a perdere il favore del pubblico, determinando un declino nel suo status. Nel 1870 chiese la nazionalità francese.
Sebbene fosse un cattolico praticante, Séjour giudicò inaccettabile il comportamento della Chiesa cattolica e di Pio IX riguardo al caso di Edgardo Mortara, un bambino ebreo sottratto nel 1858 alla famiglia perché fosse educato nella fede cristiana. A questo scopo Séjour scrisse il dramma teatrale in cinque atti La tireuse de cartes, rappresentato poco dopo anche in Italia col titolo L'indovina.

## Opera

### Narrativa
- Le Mulâtre, pubblicata sulla Revue des Colonies anno III, n. 9, marzo 1837, pp. 376-392 (Testo su BNF Gallica)

### Teatro
- Le juif de Séville, dramma in 5 atti in versi, 1844
- Diégarias, dramma in 5 atti in versi, 1844
- La Chute de Séjan, dramma in 5 atti in versi, 1849
- Les Grands Vassaux, dramma in 3 epoche e 5 atti in versi, 1851. Edizione italiana: Il regno di Luigi XI o Gl'illustri vassalli: dramma in cinque atti; traduzione letterale di F. Mazzoni, Trieste: C. Coen, 1860
- Les Volontaires de 1814, dramma in 5 atti e 14 tableaux, 1851
- Richard III, dramma in 5 atti, 1852. Edizione italiana: Riccardo III: dramma in cinque atti di Vittore Séjour; ridotto da Pietro Manzoni, Milano: Borroni e Scotti, 1852
- Les Noces vénitiennes, dramma in 5 atti in prosa, 1855.Edizione italiana: Le nozze veneziane: dramma in cinque atti, Milano: Borroni e Scotti, 1855
- Le Fils de la nuit, dramma in prosa, 1856
- André Gérard, dramma in 5 atti in prosa, 1857. Edizione italiana: Andrea Gerard: dramma in cinque atti; tradotto dal prof. Gaetano Buttafuoco, Milano: N. Battezzati, 1858
- Le Martyre du Cœur, dramma in 5 atti in prosa, 1858
- La Tireuse de cartes, dramma in 1 prologo e 5 atti, 1860. Edizione italiana: L'indovina: dramma in 5 atti ed un prologo; versione di Luigi Enrico Tettoni, Milano: F. Sanvito, 1860
- Les Aventuriers, dramma in 1 prologo e 5 atti, 1860
- Compère Guillery, dramma in 1 prologo e 5 atti, 1860
- Les Massacres de la Syrie, dramma in 8 tableaux, 1861
- Les Mystères du Temple, dramma in 5 atti e 8 tableaux, 1861
- Le Fils de Charles Quint, dramma in 1 prologo e 5 atti, 1864
- Le Marquis Caporal, 1864
- Les Enfants de la louve, dramma in 1 prologo e 5 atti, 1865
- La Madone des roses, dramma in 5 atti, in prosa, 1869
- Le Paletot blanc, commedia in 1 atto, in prosa, Paris: Michel Lévy Frères - Éditeurs
- L'Argent du Diable, commedia in 3 atti in prosa, in collaborazione con A. Jaime. Edizione italiana: Il denaro del diavolo: dramma in tre atti di Victor Séjour e Jaime figlio; libera versione di Luigi Enrico Tettoni, Milano: Borroni e Scotti, 1855